# Extraliga ČR v požárním útoku
Extraliga České republiky v požárním útoku (celým názvem EMAS Extraliga České republiky v požárním útoku, zkráceně Extraliga ČR v PÚ, EXČR nebo EXPÚ) je každoročně pořádaná série závodů v požárním útoku. Liga se pořádá bez přestávky od roku 1996. Ročník se obvykle skládá z řady 14 soutěží v celé ČR.
Držitelem současného rekordu v kategorii mužů je tým Renmotor Jinolice s časem 15,57 sekund. V kategorii žen drží rekord družstvo z SDH Budíkovice s časem 15,04 sekund. Rekordů v obou kategoriích bylo dosaženo 26. července 2025 v Úněticích. Takovýto počin byl k vidění poprvé od 27. srpna 2011, kdy byly tehdejší rekordy v obou kategoriích pokořeny v Petrovicích.

## Pravidla soutěže
Pravidla EXČR vychází se Směrnice hasičských sportovních soutěží pro muže a ženy, avšak jsou zde oproti těmto pravidlům (podobně jako u jiných ligových soutěží) určité změny.
Jednotlivých soutěží se mohou zúčastnit všechna družstva z celé ČR i ze zahraničí. Žádný závodník nesmí startovat na jedné soutěži za více než jedno družstvo. Výjimka je možná pouze na nedělních kolech ligy, v případě zranění soutěžícího během sobotního kola den předem. V takovém případě může být povoleno zapůjčení jednoho soutěžícího z jiného družstva.
Muži běhají se třemi hadicemi B, ženy na 2B. Družstva získávají za umístění v absolvovaných soutěžích body. Družstvo, které získá v průběhu ročníku nejvíce bodů, je vyhlášeno mistrem Extraligy.

### Bodová klasifikace
V současnosti se používá následující systém bodování:
| Kategorie mužů | Kategorie mužů | Kategorie mužů | Kategorie mužů | Kategorie mužů | Kategorie mužů | Kategorie mužů | Kategorie mužů | Kategorie mužů | Kategorie mužů | Kategorie mužů | Kategorie mužů | Kategorie mužů | Kategorie mužů | Kategorie mužů | Kategorie mužů | Kategorie mužů |
| -------------- | -------------- | -------------- | -------------- | -------------- | -------------- | -------------- | -------------- | -------------- | -------------- | -------------- | -------------- | -------------- | -------------- | -------------- | -------------- | -------------- |
| Pořadí         | 1.             | 2.             | 3.             | 4.             | 5.             | 6.             | 7.             | 8.             | 9.             | 10.            | 11.            | 12.            | 13.            | 14.            | 15.            | 16.            |
| Body           | 20             | 17             | 15             | 13             | 11             | 10             | 9              | 8              | 7              | 6              | 5              | 4              | 3              | 2              | 1              | 0              |
| Kategorie žen  |                |                |                |                |                |                |                |                |                |                |                |                |                |                |                |                |
| Pořadí         | 1.             | 2.             | 3.             | 4.             | 5.             | 6.             | 7.             | 8.             | 9.             |                |                |                |                |                |                |                |
| Body           | 15             | 12             | 10             | 8              | 6              | 4              | 2              | 1              | 0              |                |                |                |                |                |                |                |

V prvních ročnících bylo používáno jednotné bodování obou kategorií, které bylo platné do roku 2000 (muži), resp. do roku 2002 (ženy):
| Původní systém bodování | Původní systém bodování | Původní systém bodování | Původní systém bodování | Původní systém bodování | Původní systém bodování | Původní systém bodování | Původní systém bodování | Původní systém bodování | Původní systém bodování | Původní systém bodování | Původní systém bodování |
| ----------------------- | ----------------------- | ----------------------- | ----------------------- | ----------------------- | ----------------------- | ----------------------- | ----------------------- | ----------------------- | ----------------------- | ----------------------- | ----------------------- |
| Pořadí                  | 1.                      | 2.                      | 3.                      | 4.                      | 5.                      | 6.                      | 7.                      | 8.                      | 9.                      | 10.                     | 11.                     |
| Body                    | 15                      | 12                      | 10                      | 8                       | 6                       | 5                       | 4                       | 3                       | 2                       | 1                       | 0                       |

## Vítězové ročníků
| Ročník | Muži              | Muži              | Muži                 | Ženy               | Ženy               | Ženy                  |
| Ročník | Vítěz             | 2. místo          | 3. místo             | Vítěz              | 2. místo           | 3. místo              |
| ------ | ----------------- | ----------------- | -------------------- | ------------------ | ------------------ | --------------------- |
| 1996   | Radimovice        | Rychlov           | Mistřice             | Mistřice           | Kamenec            | Radimovice            |
| 1997   | Radíkov           | Mistřice          | Radimovice           | Rychlov            | Mistřice           | Tečovice              |
| 1998   | Radíkov           | Mistřice          | Karolinka            | Rychlov            | Výčapy             | Mistřice              |
| 1999   | Radíkov           | Mistřice          | Petrovice            | Výčapy             | Mistřice           | Rychlov               |
| 2000   | Petrovice         | Radíkov           | Babice               | Výčapy             | Radíkov            | Rychlov               |
| 2001   | Petrovice         | Radíkov           | Babice               | Výčapy             | Opatovice          | Rychlov               |
| 2002   | Petrovice         | Radíkov           | Plumlov              | Kunovice           | Výčapy             | Radíkov               |
| 2003   | Petrovice         | Radíkov           | Výčapy               | Výčapy             | Stará Ves          | Kunovice              |
| 2004   | Plumlov           | Petrovice         | Žďár                 | Výčapy             | Stará Ves          | Kunovice              |
| 2005   | Úherce            | Plumlov           | Petrovice            | Kunovice           | Výčapy             | Nevcehle              |
| 2006   | Nevcehle          | Úherce            | Petrovice            | Kunovice           | Nevcehle           | Úherce                |
| 2007   | Plumlov           | Radíkov           | Nevcehle             | Nevcehle           | Kunovice           | Lhotky                |
| 2008   | Nevcehle          | Lhenice           | Plumlov              | Nevcehle           | Lhotky Sport       | Pravčice              |
| 2009   | Plumlov           | Nevcehle          | Úherce               | Nevcehle           | Výčapy             | Výčapy "B"            |
| 2010   | Petrovice "B"     | Radíkov           | Lavičky              | Nevcehle           | Chrášťany          | Výčapy "B"            |
| 2011   | Lavičky           | Nevcehle          | Petrovice "B"        | Nevcehle           | Chrášťany          | Radíkov               |
| 2012   | Nevcehle          | Plumlov           | Benetice             | Radíkov            | Vitiněves          | Chrášťany             |
| 2013   | Plumlov           | Lavičky           | Renmotor Jinolice    | Vitiněves          | Radíkov            | Chrášťany             |
| 2014   | Bezděkov p. Tř.   | Renmotor Jinolice | Plumlov              | Radíkov            | Chrášťany          | Sychotín              |
| 2015   | Bezděkov p. Tř.   | Renmotor Jinolice | Stará Říše           | Sychotín           | Vitiněves          | Chrášťany             |
| 2016   | Bezděkov p. Tř.   | Prchalov          | Bašnice              | Chrášťany          | Sychotín "B"       | Louňovice p. Blaníkem |
| 2017   | Oponešice         | Renmotor Jinolice | Prchalov             | Chrášťany          | Skrochovice        | Stará Říše            |
| 2018   | Renmotor Jinolice | Mladoňovice       | Letohrad Kunčice "B" | Skrochovice        | Stará Říše         | Libuň                 |
| 2019   | Nevcehle          | Prchalov          | Mladoňovice          | Dětkovice          | Špuntorky Jinolice | Sloup                 |
| 2020   | Velké Hoštice     | Renmotor Jinolice | Nevcehle             | Špuntorky Jinolice | Dětkovice          | Budišov               |
| 2021   | Velké Hoštice     | Čechtín           | Plumlov              | Špuntorky Jinolice | Stará Říše         | Olešná                |
| 2022   | Čikov             | Plumlov           | Nevcehle             | Budíkovice         | Olešná             | Letohrad Kunčice "C"  |
| 2023   | Prchalov          | Renmotor Jinolice | Budeč                | Plumlov            | Budíkovice         | Pšánky                |
| 2024   | Renmotor Jinolice | Prchalov          | Budeč                | Budíkovice         | Stará Říše         | Letohrad Kunčice "C"  |
| 2025   | Renmotor Jinolice |                   |                      |                    |                    |                       |

## Nejúspěšnější týmy
Seznam týmů podle počtu vítězství v jednotlivých závodech.
| Poř. | Družstvo          | Vítězství |
| ---- | ----------------- | --------- |
| 1.   | Nevcehle          | 45        |
| 2.   | Petrovice         | 44        |
| 3.   | Radíkov           | 40        |
| 4.   | Renmotor Jinolice | 34        |
| 5.   | Plumlov           | 31        |
| 6.   | Prchalov          | 17        |
| 7.   | Lavičky           | 15        |
| 7.   | Trnava            | 15        |
| 9.   | Velké Hoštice     | 13        |
| 10.  | Čechtín           | 12        |

| Poř. | Družstvo           | Vítězství |
| ---- | ------------------ | --------- |
| 1.   | Výčapy             | 53        |
| 2.   | Nevcehle           | 48        |
| 3.   | Chrášťany          | 32        |
| 4.   | Kunovice           | 30        |
| 5.   | Radíkov            | 24        |
| 6.   | Budíkovice         | 20        |
| 7.   | Rychlov            | 15        |
| 7.   | Špuntorky Jinolice | 15        |
| 7.   | Vitiněves          | 15        |
| 10.  | Opatovice          | 13        |

## Rekordy
Muži
| Družstvo             | Čas    | Datum     | Místo            |
| -------------------- | ------ | --------- | ---------------- |
| Karolinka            | 19,73  | 25.5.1996 | Brněnec          |
| Rychlov              | 19,62  | 29.6.1996 | Ostrava-Nová Ves |
| Velké Hoštice        | 19,34  | 13.7.1996 | Vacenovice       |
| Radimovice           | 18,85  | 27.7.1996 | Studénka         |
| Radíkov              | 18,38  | 31.5.1997 | Brněnec          |
| Radíkov              | 17,91  | 11.7.1998 | Vacenovice       |
| Radíkov              | 17,74  | 15.8.1998 | Kamenec          |
| Petrovice            | 17,22  | 28.5.2000 | Brněnec          |
| Petrovice            | 17,00  | 10.8.2002 | Rychlov          |
| Petrovice            | 16,42  | 9.8.2003  | Rychlov          |
| Nevcehle             | 16,42* | 1.8.2009  | Pustkovec        |
| Nevcehle             | 16,26  | 22.8.2009 | Plumlov          |
| Lavičky              | 16,20  | 27.8.2011 | Petrovice        |
| Stará Říše           | 15,93  | 8.9.2012  | Petrovice        |
| Renmotor Jinolice    | 15,77  | 19.7.2014 | Plumlov          |
| Nevcehle             | 15,63  | 25.8.2019 | Pšánky           |
| Letohrad-Kunčice "D" | 15:58  | 6.7.2025  | Olšovec          |
| Renmotor Jinolice    | 15,57  | 26.7.2025 | Únětice          |

Ženy
| Družstvo           | Čas    | Datum     | Místo            |
| ------------------ | ------ | --------- | ---------------- |
| Rychlov            | 21,61  | 25.5.1996 | Brněnec          |
| Karolinka          | 19,82  | 8.6.1996  | Karolinka        |
| Mistřice           | 19,66  | 31.5.1997 | Brněnec          |
| Mistřice           | 19,40  | 5.7.1997  | Ostrava-Nová Ves |
| Mistřice           | 18,98  | 9.8.1997  | Mikulovice       |
| Výčapy             | 18,81  | 18.7.1998 | Velké Hoštice    |
| Výčapy             | 18,79  | 5.6.1999  | Karolinka        |
| Výčapy             | 18,79* | 10.7.1999 | Vacenovice       |
| Výčapy             | 18,20  | 27.5.2000 | Starý Lískovec   |
| Výčapy             | 18,06  | 28.5.2000 | Brněnec          |
| Výčapy             | 17,95  | 3.6.2000  | Karolinka        |
| Opatovice          | 17,95* | 16.7.2000 | Petrovice        |
| Výčapy             | 17,84  | 12.8.2000 | Rychlov          |
| Výčapy             | 17,68  | 24.6.2001 | Radíkov          |
| Výčapy             | 17,53  | 8.7.2001  | Mistřice         |
| Výčapy             | 17,33  | 15.7.2001 | Petrovice        |
| Stará Ves          | 17,29  | 6.7.2002  | Mikulovice       |
| Kunovice           | 17,26  | 10.8.2002 | Rychlov          |
| Stará Ves          | 16,95  | 9.8.2003  | Rychlov          |
| Nevcehle           | 16,91  | 23.7.2006 | Bašnice          |
| Kunovice           | 16,74  | 22.7.2007 | Neplachovice     |
| Nevcehle           | 16,43  | 29.7.2007 | Petrovice        |
| Nevcehle           | 16,28  | 1.8.2009  | Pustkovec        |
| Nevcehle           | 16,15  | 26.6.2010 | Vrbětice         |
| Vitiněves          | 16,11  | 16.7.2011 | Pustkovec        |
| Nevcehle           | 15,56  | 27.8.2011 | Petrovice        |
| Špuntorky Jinolice | 15,55  | 1.8.2021  | Čechtín          |
| Budíkovice         | 15,05  | 3.9.2022  | Zderaz           |
| Budíkovice         | 15,04  | 26.7.2025 | Únětice          |

Pozn.: Časy označené hvězdičkou (*) vyrovnáním rekordu platného v té době.

## Pořadatelství
Každý ročník se skládá zpravidla z 13-14 soutěží. Tradičním pořadatelem je Radíkov, který od založení Extraligy nevynechal žádný ročník.
Celkem se Extraliga konala od svého založení v 75 lokalitách. Nejvíce "premiérových" pořadatelství se konalo v roce 2015 (5 nových pořadatelů).
Soutěže jsou zpravidla pořádány jako "dvojkola", tzn. dvě soutěže během jednoho víkendu. V areálech, kde se konají nedělní kola, je sobotní večer obvykle doprovázen kulturním programem. Nejméně vzdálené areály, jsou Letohrad-Kunčice a Letohrad-Orlice. Vzdálenost mezi základnami těchto areálů je pouhých 340 metrů. Mezi lety 2016 a 2024 se zde konaly soutěže vždy v rámci jednoho víkendu a jednalo se tak o nejkratší "přejezd" v rámci Extraligy.
Nejčastější pořadatelé jsou shrnuti v následující tabulce:
| Poř. | Pořadatel        | Počet ročníků | První ročník | Poslední ročník |
| ---- | ---------------- | ------------- | ------------ | --------------- |
| 1.   | Radíkov          | 30            | 1996         | 2025            |
| 2.   | Letohrad-Kunčice | 27            | 1997         | 2025            |
| 3.   | Petrovice        | 22            | 1999         | 2023            |
| 4.   | Plumlov          | 18            | 2001         | 2025            |
| 5.   | Vacenovice       | 16            | 1996         | 2014            |
| 6.   | Babice           | 15            | 2000         | 2017            |
| 7.   | Pustkovec        | 13            | 2004         | 2016            |
| 8.   | Brněnec          | 12            | 1996         | 2007            |
| 9.   | Opatovice        | 12            | 1998         | 2009            |
| 10.  | Velké Hoštice    | 11            | 1996         | 2016            |